# 森九兵衛
森 九兵衛（もり くへえ）は、安土桃山時代の武将。実名は不明。若江八人衆の一人。
慶長5年（1600年）の関ヶ原の戦いでは、西軍の織田秀信が守る美濃岐阜城が奪われたので、その気勢を挫こうと、舞兵庫、杉江勘兵衛らと兵一千を率いて合渡川で東軍を要激したが、利あらず、退却して梅野でも防戦したが、ここでも支えかねて大垣城に退却した。
9月15日の本戦にも石田隊の先鋒として柵の前に陣列して戦った。生没不明（『関原軍記大成』）。